# Незнамов Омелян Андрійович
Незнамов Омелян Андрійович (1861—1915) — окуліст, ординарний професор. Директор офтальмологічної клініки Варшавського університету.

## Біографія
Народився 1861 року в дворянській родині. Середню освіту здобув у Холмській класичній гімназії. Закінчив на відмінно Імператорський Харківський університет, отримавши у 1887 році ступінь лікаря. З 29 жовтня 1888 року був залишений при офтальмологічній клініці університету як надштатний ординатор. У 1890 році захистив дисертацію під назвою «До вчення про зорові та нервові елементи сітківки».
Наступного року обійняв посаду надштатного помічника клініки. 7 травня 1892 року удостоєний ступеня доктора медицини, а 25 листопада того ж року призначений приват-доцентом на кафедрі офтальмології. Наприкінці 1892 року з науковою метою Омелян був відправлений у відрядження до Європи, де до осені 1893 року він працював у клініках та лабораторіях: Фукса, Штельвага, Маутнера, Полліцера, Штерка, Ротмунда та Лебера.

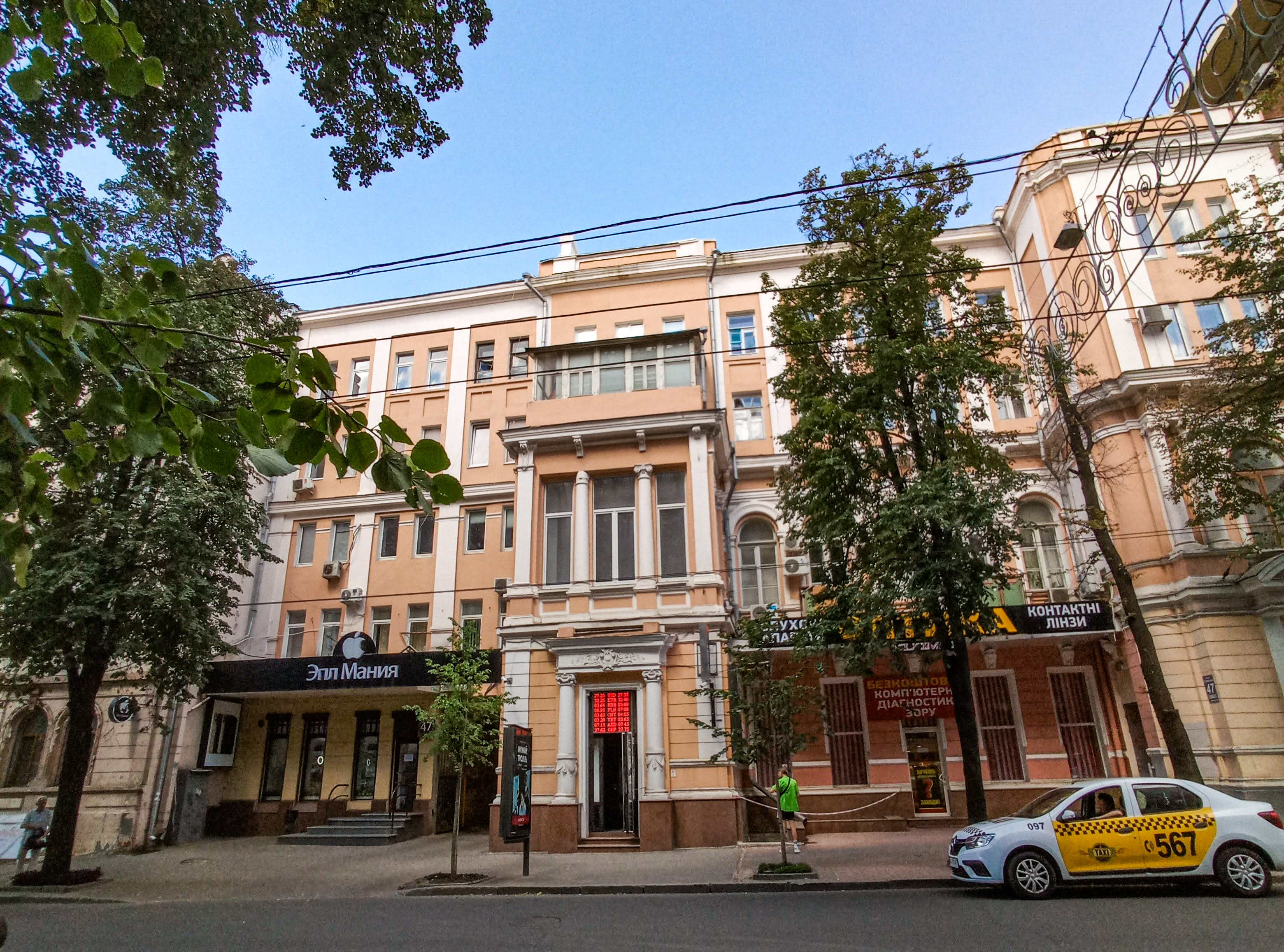
Надбудований особняк Незнамова у Харкові

Після повернення з-за кордону читав лекції з офтальмології для студентів 4 та 5 курсів та з оперативної офтальмології для прикомандованих до клініки земських лікарів. 1896 року призначений штатним помічником при кафедрі офтальмології. У тому ж році вдруге відряджений закордон. 21 червня 1901 року призначений екстраординарним професором Імператорського Варшавського університету на кафедрі офтальмології. З 1905 року ординарний професор.
На початку XX століття, проживаючи у Харкові, побудував для себе особняк на вулиці Сумській за проєктом невідомого архітектора. В 1912 році його будинком володіла вже сім'я Попових. У 1920-х роках після націоналізації будинок надбудували та у ньому розмістилося харківське відділення НК. Будівля збереглася.
В 1907 призначений членом комісії та гігієнічної лабораторії з вивчення індивідуальних особливостей дітей та їх направлення у спеціальні навчальні заклади, заснованої при Міністерстві народної освіти з устрою в Саратові Миколаївського університету, а в 1908 він був відряджений для дослідження зору та устрою окулістичної допомоги для вихованців середніх навчальних закладів Санкт-Петербурга.
В 1912 Незнамов за власним бажанням пішов з посади екстраординарного професора кафедри офтальмології у Варшавському університеті. У 1914 році обійняв посаду професора в Клінічному інституті Петербурга.

## Праці
- До вчення про зорові та нервові елементи сітківки / О. А. Незнамова. Харків: тип. Зільберберг, 1892.
- Про фільтрацію та секрецію водянистої вологи / О. А. Незнамова. Київ: типо-літ. т-ва печ. справи та торг. І. М. Кушнерєв і К °, 1896.
- Про показання до лікування трахоми розчинами йоду / О. А. Незнамова. Санкт-Петербург, ценз. 1897.
- Сухість ока та її лікування / О. А. Незнамова. Санкт-Петербург: тип. Я. Трей, ценз. 1897.
- Про прогресуючі помутніння рогової оболонки незапального характеру / О. А. Незнамова. Київ: типо-літ. т-ва І. М. Кушнерєв та К°, Київ. відд-ня, 1900.
- Про вплив хімічних променів сонця протягом гнійних захворювань ока / О. А. Незнамова. Київ: типо-літ. т-ва печ. справи та торг. І. М. Кушнерєв і К°, 1901.
- Самогубства, замахи на самогубство та нещасні випадки серед учнів навчальних закладів Міністерства народної освіти / О. А. Незнамова. Санкт-Петербург: друкарня Шмідта, початок XX століття
- Елементарні відомості щодо гігієни очей для учнів / О. А. Незнамова. Санкт-Петербург: типо-літ. Біркенфельда, 1909